# Brita Sofía Hesselius
Brita Sofía Hesselius (Alster, 1801 - 1866) fue una fotógrafa sueca.
Hesselius nació en la parroquia de Alster en el Municipio de Karlstad como la hija de Anna Katarina Roman y Olof Hesselius, inspector de una propiedad. De 1845 a 1853, dirigió una escuela de chicas en Karlstad. Simultáneamente, trabajaba en un estudio fotográfico de daguerreotipo. Fue la primera fotógrafa profesional de su país, antes que Hedvig Söderström, que fue considerada la primera al abrir un estudio en Estocolmo en 1857.
Hesselius también realizó retratos en aceite. En 1853 se trasladó a Estocolmo, y finalmente a Francia, donde murió en Menton.